# 孟善
孟善（1344—1412年），中書省濟南路無棣縣（今山東省無棣縣）人，明朝軍事將領。保定侯。
孟善早期仕于元朝，任山東樞密院同僉。之後歸順明朝，并跟從大軍北征，授定遠衛百戶。后平定雲南，晋升燕山中護衛千戶。靖難之役時，跟隨朱棣起兵，攻佔松亭關、白溝河均有功。之後守衛保定，以數千兵力抵擋中央軍的萬人圍攻，后保存城池。此後累升至右軍都督同知，封保定侯，祿千二百石。永樂元年，鎮守遼東。七年召還北京，須眉皓白。明成祖憐憫其，命致仕。十年去世，贈滕國公，謚忠勇。有子孟瑛、孟賢，其中孟瑛继承爵位。